# Arbeitslager Fünfteichen

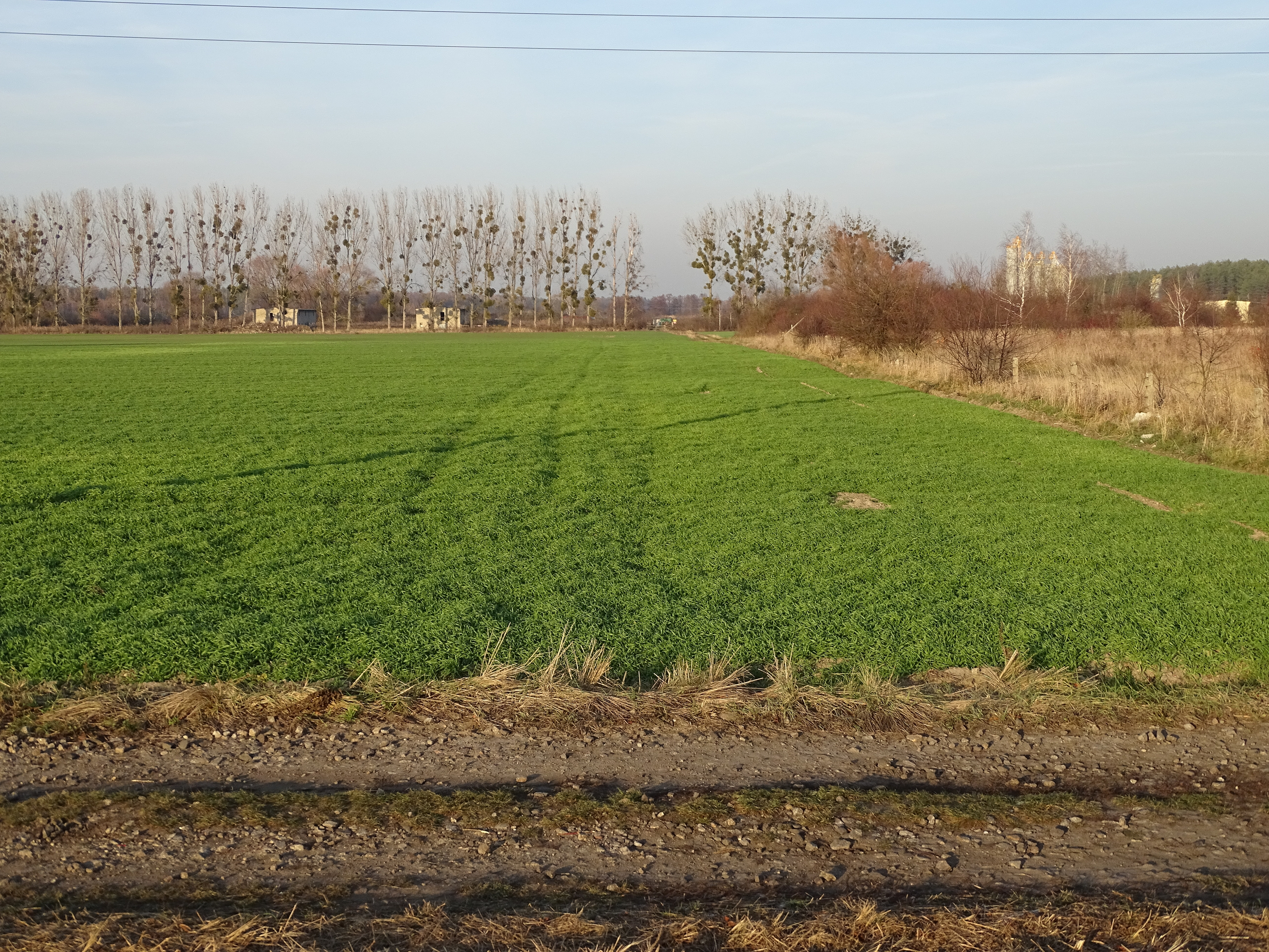
Pole w miejscu niemieckiego obozu pracy w Miłoszycach. Dwa murowane baraki z lewej strony u góry zdjęcia zbudowano dla więźniów obozu pod koniec 1944 r.

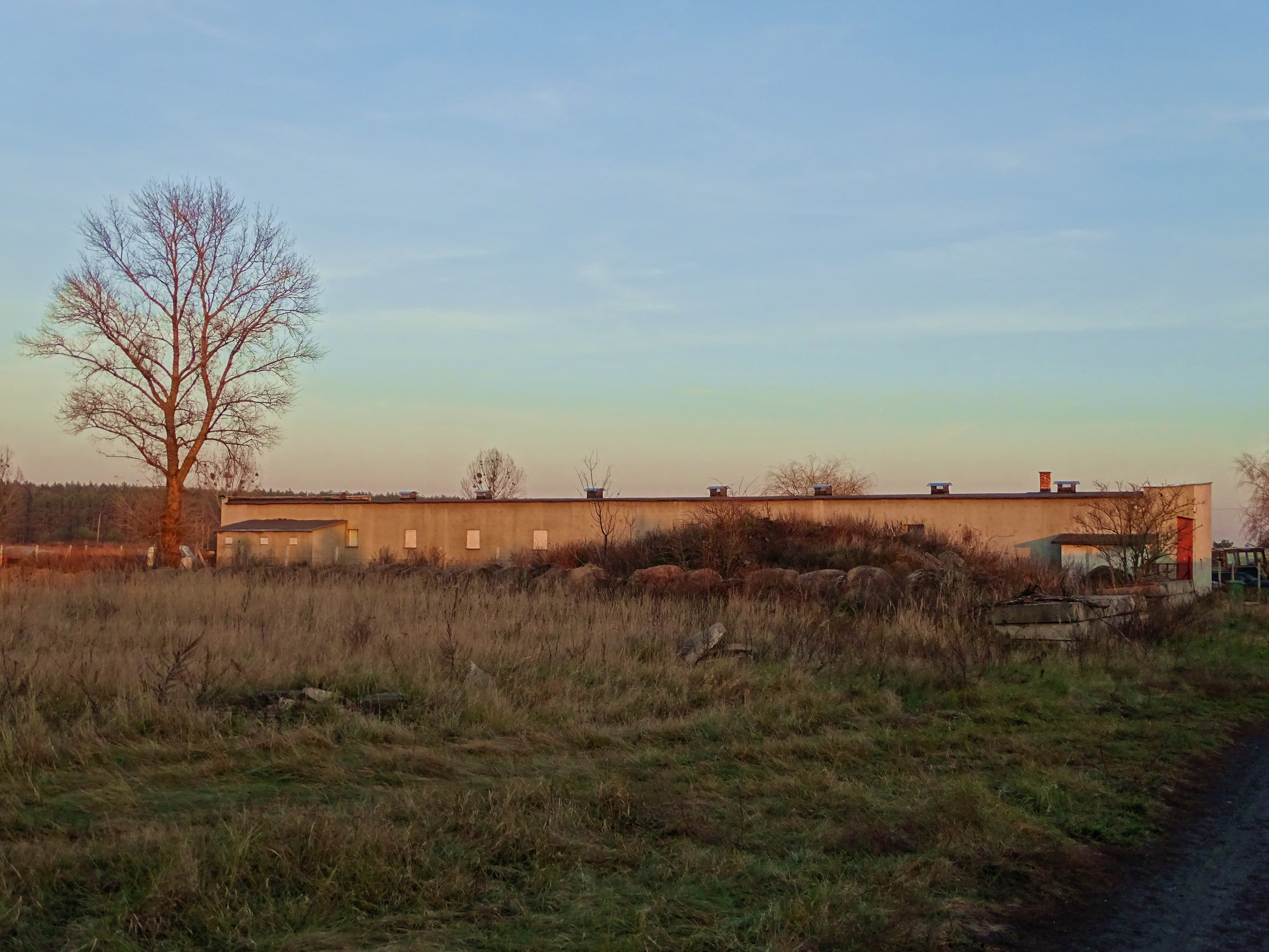
Murowany dawny barak esesmanów, strażników niemieckiego obozu pracy w Miłoszycach.

AL Fünfteichen – niemiecki obóz pracy (Arbeitslager; AL), największa z filii KL Groß-Rosen, działający w Fünfteichen (dzisiaj Miłoszyce w gminie Jelcz-Laskowice) od 1 października 1943 roku do 21 stycznia 1945.

## Historia

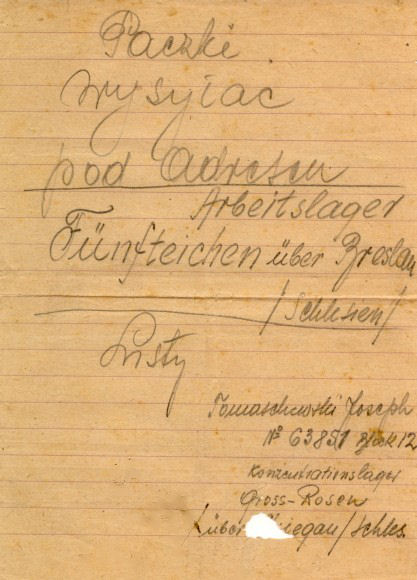
Fragment listu więźnia z końca 1944 r., z adresem obozu w Fünfteichen; nadawca: Józef Tomaszewski, ur. 1923, z Łodzi, w KL Gross-Rosen nr 63851, blok 12.

Męski obóz pracy powstał 1 X 1943 z inicjatywy koncernu Kruppa jako filia obozu koncentracyjnego Groß-Rosen. Jego zadaniem było dostarczać niewolniczej siły roboczej dla należącej do Kruppa fabryki zbrojeniowej Berthawerk w 
Markstädt (Laskowice Oławskie). Za więźniów Krupp płacił comiesięcznie SS, której podlegał Gross-Rosen i która utrzymywała w obozie swoich strażników. Obóz wznosili od sierpnia 1943 głównie więźniowie żydowscy z obozu pracy Markstädt (Laskowice Oławskie), a rozbudowę po otwarciu prowadzono siłami własnych więźniów.
Obóz ulokowany został na obszarze 42 ha, przy linii kolejowej, która prowadziła do Wrocławia Głównego. Wzdłuż torów od strony Jelcza stało rzędem 6 bunkrów wartowniczych. Dookoła, w regularnych odstępach, stały na przemian drewniane wieże strażnicze i murowane bunkry wartownicze, w których załoga obozowego SS chowała się w trakcie nalotów. Obóz otoczony był dwoma rzędami płotów z siatki drucianej. Wewnętrzny płot był podłączony pod wysokie napięcie. Od środka ogrodzenie było wzmocnione zasiekami z drutu, a od zewnątrz rozwieszone były na siatce maty maskujące, które zakrywały obóz od środka. Do obozu można było dostać się dwiema bramami: jedną główną i drugą tą, którą więźniowie wychodzili do pracy. Między nimi ustawiono wartownie, a dalej 2 bloki dla esesmanów oraz większy dla komendanta obozu, którym był Otto Stoppel.
Po zakończeniu rozbudowy były w obozie 32 baraki mieszkalne dla więźniów. Każdy barak więzienny miał 40 m długości i 8 m szerokości. Były to parterowe budynki przeznaczone dla 200 więźniów każdy. Pośrodku każdego było miejsce na jadalnię. Po bokach znajdowały się sypialnie dla 100 osób każda. Liczbę więźniów ocenia się na minimum 7 tysięcy, głównie Polaków, ale byli także Żydzi i przedstawiciele innych narodów.
Obozu pod koniec istnienia pilnowało ponad 400 esesmanów i 30 blokowych. Na rewir przeznaczono najpierw 4 bloki a potem dodatkowo 2.
21 stycznia 1945 zwołano w obozie ostatni apel więźniów. Rozdano im po kawałku chleba i kiełbasy. Trzystu więźniów pozostawiono w szpitalu, a 6 tysięcy więźniów zmuszono do wymarszu do obozu Groß-Rosen. W trakcie tzw. "marszu śmierci" Niemcy zamordowali około tysiąca więźniów, a ogólną liczbę śmiertelnych ofiar obozu szacuje się na 2000.
Arbeitslager Fünfteichen został wyzwolony 23 stycznia 1945 r. około godz. 11 przez grupę zwiadu Armii Radzieckiej. Po ewakuacji grupy chorych byłych więźniów został on zamieniony przez Rosjan na obóz dla niemieckich jeńców wojennych, który funkcjonował do 1948 r. Ze względu na niedostępność jego terenu dla polskich mieszkańców, bliższych informacji na ten temat brak.

## Teren obozu obecnie
Dzisiaj niewiele zachowało się z tego obozu. Blok komendantury obozu przy torach zamieniono na mieszkania, pozostałości baraku SS pełnią rolę budynku gospodarczego dla mieszkańców. Resztki żelbetowych bunkrów pozostały w polach, ale są mocno zniszczone. Widoczne jest 6 murowanych piętrowych baraków (ruiny siódmego są trudno dostrzegalne – został on wysadzony niewypałem bomby lotniczej przez miłoszycką młodzież w końcu lat 50.), zrujnowane 2 baseny przeciwpożarowe i ledwo widoczne ruiny kuchni obozowej. W niektórych miejscach widoczne są pozostałości żużlowych dróg obozowych.